# Triest Verlag für Architektur, Design und Typografie
Der Triest Verlag ist ein 2015 von Kerstin Forster und Andrea Wiegelmann gegründeter Schweizer Fachbuchverlag mit den Programmbereichen Architektur, Design und Typografie mit Sitz in Zürich und einem Büro in St. Gallen. Die Titel des Verlags werden weltweit vertrieben.

## Verlagsprogramm
Im Bereich Architektur konzentriert sich der Verlag auf Themen der Konstruktion und Materialforschung, einer nachhaltigen Weiterentwicklung des Bauens, insbesondere des Städtebaus und der Raumplanung sowie im Bereich der Gebäudetypologien. Im Design- und Typografieprogramm setzt der Verlag zum einen auf Lehrmittel für visuelle Gestaltung, zum andern auf eine vertiefte Auseinandersetzung mit Grafikdesign, Schriftgestaltung, Produktdesign, Designgeschichte und Designforschung.
Die erste im Triest Verlag erschienene Publikation ist Schiff nach Europa, ein Reprint des 1957 erschienenen Buchs von Markus Kutter, gestaltet von Karl Gerstner. Schiff nach Europa ist sowohl textlich als auch typografisch experimentell angelegt und markiert mit seinem Design einen Meilenstein der Schweizer Buchgestaltung. Es wurde 1957 im Wettbewerb der schönsten Schweizer Bücher ausgezeichnet.
2016 erschien der Reprint der ersten drei Bände der Basler politischen Schriften als «achtung: die Schriften». Das Buch umfasst die zu Klassikern gewordenen Titel «wir selber bauen unsre Stadt», «achtung: die Schweiz» und «die neue Stadt» von Lucius Burckhardt, Max Frisch und Markus Kutter – wobei Max Frisch für den ersten Band die Einführung verfasste und erst ab dem zweiten Band massgeblich beteiligt war. Die in den Bänden enthaltenen Aufrufe zu demokratisch-politisch motiviertem Engagement und zu einer gewissen Skepsis gegenüber hermetischem Expertentum in Planungsfragen sind in Zeiten der Innenentwicklung und der Transformation des Bestandes, der Revitalisierung ganzer Quartiere relevant.
In der Reihe «Visuelle Archive» veröffentlicht der Verlag gemeinsam mit der ECAL/École cantonale d’art in lockerer Reihenfolge Projekte, die sich unerforschten Hinterlassenschaften von Autoren, Designerinnen oder Firmen und Marken widmen. Dokumente und visuelles Material aus Archiven werden von kritischen Essays begleitet und kontextualisiert, erstaunliche Geschichten zutage gefördert. Die Bücher erscheinen in verschiedenen Sprachausgaben (bisher Deutsch, Englisch, Italienisch und Französisch).
Im Programmbereich Architektur fokussieren zudem verschiedene Titel auf ein die Ressourcen schonendes Bauen und Suffizienz in allen Aspekten des Bauens sowie historische und aktuelle Betrachtungen der Baukultur.

## Auszeichnungen
- «Architektur fertigen» war auf der Shortlist der Schönsten Deutschen Bücher 2021 in der Kategorie Sachbuch
- «Upcycling. Wieder- und Weiterverwendung als Gestaltungsprinzip in der Architektur» erhielt eine lobende Anerkennung beim Wettbewerb der schönsten Bücher Liechtensteins 2020[2]
- «Pisé – Tradition et potentiel» war nominiert für den Prix du livre d’architecture 2019[3]
- «New Schools of Thought» erhielt eine lobende Anerkennung beim Wettbewerb der schönsten Bücher Liechtensteins 2018[2]
- «Raum Zeit Kultur. Anthologie zur Baukultur» wurde als eines der schönsten Schweizer Bücher 2016 ausgezeichnet[4]

## Mitgliedschaften
Der Triest Verlag ist Mitglied von SWIPS – Swiss Independent Publishers, einem Zusammenschluss von etwa dreissig unabhängigen Verlagen in der Deutschschweiz, die gemeinsam Lobbyarbeit und Veranstaltungen machen. Kerstin Forster ist seit 2021 im Vorstand von SWIPS.